# Mistrzostwa Europy w Podnoszeniu Ciężarów 1921
Mistrzostwa Europy w Podnoszeniu Ciężarów 1921 – 19. edycja mistrzostw Europy w podnoszeniu ciężarów, która odbyła się między 20 a 22 września 1921 w Offenbach am Main (Rzesza Niemiecka ). Startowali tylko mężczyźni w 5 kategoriach wagowych.

## Medaliści
| Kategoria: | Złoto:             | Wynik    | Srebro:         | Wynik    | Brąz:             | Wynik    |
| 60 kg      | Hans Wölpert       | 317,5 kg | Eugen Wiedemann | 310 kg   | Henri Graf        | 302,5 kg |
| 67,5 kg    | Josef Zimmermann   | 335 kg   | Jean Schohries  | 327,5 kg | Wilhelm Stephan   | 325 kg   |
| 75 kg      | Anton Köhle        | 345 kg   | Otto Österlin   | 342,5 kg | Hermann Faulhaber | 320 kg   |
| 82,5 kg    | Fritz Hünenberger  | 375 kg   | Josef Münch     | 345 kg   | Ernst Strick      | 342,5 kg |
| + 82,5 kg  | Josef Strassberger | 420 kg   | Fritz Wenninger | 377,5 kg | Adam König        | 337,5 kg |

## Klasyfikacja medalowa
| Miejsce | Reprezentacja        | Złoto | Srebro | Brąz | Razem |
| 1.      | Rzesza Niemiecka     | 4     | 4      | 4    | 12    |
| 2.      | Szwajcaria           | 1     | 0      | 1    | 2     |
| 3.      | Republika Austriacka | 0     | 1      | 0    | 1     |